# Johann Baptista Zobel
Johann Baptista Zobel ( 1812 - 1865) fue un zoólogo y micólogo alemán.
La exposición de los resultados de las observaciones de Julius Vincenz von Krombholz en su famoso libro Naturgetreue Abbildungen und Beschreibungen der essbaren, schädlichen und verdächtigen Schwämme, pero por su deceso, el final de la obra lo publica póstumamente, este autor.

## Algunas publicaciones
- 1837. Icones fungorum hucusque cognitorum: bbidulgen der Pilze und Schwæmme. Con August Karl Joseph Corda. Editor Calve

## Honores

### Eponimia
- (Chenopodiaceae) Chenopodium zobelii Murr ex Ascherson & Graebn.[2]
- La abreviatura «Zobel» se emplea para indicar a Johann Baptista Zobel como autoridad en la descripción y clasificación científica de los vegetales.[3]

## Abreviatura (zoología)
La abreviatura Zobel  se emplea para indicar a Johann Baptista Zobel como autoridad en la descripción y taxonomía en zoología.